# Otto Lurker

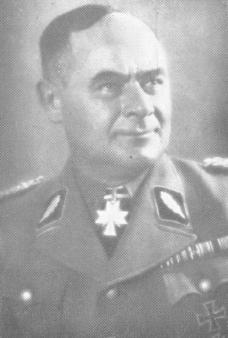
Otto Lurker

Otto Lurker (* 28. Juli 1896 in Griesheim, Großherzogtum Baden; † 20. April 1949 in Ljubljana) war einer der Gefängniswachtmeister von Adolf Hitler während dessen Festungshaft in Landsberg.

## Leben
Nach dem Schulbesuch trat Lurker in den Strafvollzugsdienst ein. Am Ersten Weltkrieg nahm er als Kriegsfreiwilliger mit der Preußischen Armee teil. Als Angehöriger der 7. Kompanie des 172. Infanterie-Regiments wurde er im Frühjahr 1915 leicht verwundet. Im Spätsommer desselben Jahres folgte eine schwere Verwundung als Angehöriger des Reserve-Infanterie-Regiments 40.
1924 wurde Lurker als Gefängniswärter – mit dem Titel eines Strafanstaltswachtmeister – in der Festung Landsberg eingesetzt, wo er zu den Bewachern von Adolf Hitler, Rudolf Heß und einigen weiteren NS-Führern gehörte, die dort nach dem gescheiterten Hitler-Putsch vom November 1923 ihre Haftstrafen verbüßten. Später wurde er als Strafvollzugsbeamter nach Zweibrücken versetzt, um sich nach 1933 hauptberuflich in der nationalsozialistischen Schutzstaffel (SS) zu betätigen.
Einigen Quellen und insbesondere seinen Selbstaussagen zufolge geriet Lurker bereits als Bewacher der Nazi-Größen unter den Einfluss der NS-Ideologie. Möglicherweise handelt es sich dabei jedoch auch nur um eine spätere Konstruktion. Zum 1. April 1929 trat Lurker der NSDAP bei (Mitgliedsnummer 125.205). Am 18. Januar 1930 wurde er Mitglied der SS (SS-Nummer 3.768).
1933 veröffentlichte Lurker das Buch Hitler hinter Festungsmauern, in dem er seine Erinnerungen an Hitlers Haft in der Festung Landsberg präsentierte. Obwohl das Buch von einer eindeutig nationalsozialistischen Haltung geprägt ist, wird ihm in der Forschung traditionell ein erheblicher Quellenwert zugestanden, da es zahlreiche Original-Akten und sonstige Schriftstücke aus Hitlers Haftzeit abdruckt oder zitiert, die anderweitig nicht überliefert sind.
In den späteren Jahren der NS-Zeit machte Lurker Karriere im Sicherheitsdienst der SS, in dem er spätestens 1933 den Rang eines Sturmführers innehatte und zuletzt den Rang eines Standartenführers erreichte: Im März 1935 übernahm er als Hauptsturmführer die Leitung des damals neugeschaffenen SD-Unterabschnitts Saar mit Dienstsitz in Saarbrücken. 1938 war Lurker Leiter des SD-Unterabschnittes Baden.
Ab 1939 baute Lurker den SD-Abschnitt in Graz auf. Während des Zweiten Weltkriegs bekleidete er von dort aus den Posten des Kommandeurs der Sicherheitspolizei und des SD in der Untersteiermark. In dieser Funktion war er einer der Hauptbeteiligten an Kriegsverbrechen gegen die Bevölkerung im damals deutsch besetzten Slowenien.  Nach dem Einmarsch in Jugoslawien unterschrieb er als SD-Abschnittsleiter in Marburg/Maribor über 1000 Todesurteile. 1944 siedelte er nach Meißen über.
Nach dem Krieg wurde Lurker im Gefängnis von Laibach inhaftiert und in Jugoslawien als Leiter des Sicherheitsdienstes der SS in der Untersteiermark gerichtlich verfolgt. Am 20. Januar 1949 wurde er zum Tode verurteilt und hingerichtet.

## Beförderungen
- SS-Sturmführer 20. April 1933
- SS-Obersturmführer 22. Juni 1934
- SS-Hauptsturmführer 20. April 1935
- SS-Sturmbannführer 15. September 1935
- SS-Obersturmbannführer 20. April 1936
- SS-Standartenführer 20. April 1937[7]

## Schriften
- Hitler hinter Festungsmauern. Ein Bild aus trüben Tagen, 1933.